# 航空宇宙工学科
航空宇宙工学科（こうくううちゅうこうがっか）は、航空宇宙工学に関する分野を教育研究する、大学の学科のひとつ。

## 航空宇宙工学科を置く大学・学部

### 国立大学
- 東京大学 工学部
- 九州大学 工学部

### 公立大学
- 大阪公立大学 工学部

### 省庁大学校
- 防衛大学校 システム工学群

### 私立大学
- 日本大学 理工学部
- 帝京大学 理工学部
- 日本文理大学 工学部

## 航空宇宙工学科と類似する学科を置く大学・学部・学科

### 国立大学
- 名古屋大学 工学部 機械・航空宇宙工学科 航空宇宙工学コース

### 私立大学
- 東京理科大学 創域理工学部 機械航空宇宙工学科
- 東海大学 工学部 航空宇宙学科
- 中部大学 工学部 宇宙航空学科（旧宇宙航空理工学科）

## 航空宇宙工学を専攻できる大学・学部・学科・専攻

### 国立大学
- 室蘭工業大学 理工学部 創造工学科 航空宇宙工学コース[1]
- 北海道大学 大学院 工学研究院 機械知能工学科 機械宇宙工学専攻[2]
- 岩手大学 理工学部 理工学科 機械知能航空コース・大学院 総合科学研究科 理工学専攻 機械・航空宇宙コース
- 秋田大学 総合環境理工学部 社会システム工学科 モビリティコース[3]
- 東北大学 工学部 機械知能・航空工学科 航空宇宙コース
- 東京農工大学 工学部 機械システム工学科 航空宇宙・機械科学コース
- 横浜国立大学 大学院 理工学府 機械・材料・海洋系工学専攻（航空宇宙工学教育分野）
- 静岡大学 工学部 機械工学科 機械工学専攻 宇宙・環境コース
- 京都大学 工学部 物理工学科 宇宙基礎工学コース／大学院 工学研究科 航空宇宙工学専攻
- 鳥取大学 工学部 機械物理系学科 航空宇宙工学プログラム
- 九州工業大学 工学部 宇宙システム工学科

### 公立大学
- 東京都立大学 システムデザイン学部  航空宇宙システム工学科
- 高知工科大学 システム工学群 航空宇宙工学専攻

### 私立大学
- 帝京大学 理工学部 総合理工学科 機械・航空宇宙コース
- 千葉工業大学 工学部 宇宙・半導体工学科
- 早稲田大学 基幹理工学部 機械科学・航空宇宙学科
- 法政大学 理工学部 機械工学科 機械工学専修 航空宇宙コース
- 工学院大学 先進工学部 機械理工学科 航空理工学専攻
- 日本大学 生産工学部 機械工学科 航空宇宙コース
- 神奈川工科大学 工学部 機械工学科 航空宇宙学専攻
- 金沢工業大学 工学部  航空宇宙工学科（旧航空システム工学科）
- 静岡理工科大学 理工学部 機械工学科 航空工学コース
- 大阪工業大学 工学部 機械工学科航空流体制御研究室、システムデザイン研究室航空宇宙システム
- 岡山理科大学 工学部 機械システム工学科 航空・宇宙（AS）コース
- 久留米工業大学 工学部 交通機械工学科 航空宇宙システム工学コース
- 崇城大学 工学部 宇宙航空システム工学科
- 第一工科大学 航空工学部 航空工学科 航空工学専攻

### （高等専門学校）
- 東京都立産業技術高等専門学校 ものづくり工学科 航空宇宙工学コース